# Рац, Ласло (математик)
Ласло Рац (венг. László Rátz; 9 апреля 1863, Шопрон — 30 сентября 1930, Будапешт) — венгерский учитель математики, наиболее известный тем, что преподавал предмет Джону фон Нейману и нобелевскому лауреату Юджину Вигнеру. Рац был «легендарным» учителем школы Фашори — будапештской лютеранской гимназии и наиболее известной средней школы Венгрии. Его идеи и практическая деятельность в сфере реформы математического образования в начале XX века принесли ему известность: Ласло Рац и Шандор Микола разработали эффективные методы преподавания математики в средней школе и создали соответствующую учебную программу, основанную на новых, для своего времени, принципах. В частности, учителя стремились чётко донести до учеников заранее сформулированные концепции, но — что более важно — обучение математике должно было быть тесно связано с непосредственным опытом и практикой.

## Биография
Ласло Рац родился 9 апреля 1863 года в Шопроне. Его отец, Агост Рац, был торговцем различными машинами и скобяными изделиями, а его мать, Эмма Тёплер, происходила их дунайских швабов. Ласло окончил Лютеранскую гимназию в родном городе — «Főreáliskola in Sopron», сегодня Сечени Иштван Гимназия — в 1882 году. С 1883 по 1887 год он был студентом Будапештского университета. Он также изучал философию в Берлинском университете с 4 октября 1887 года по 7 августа 1888 года, а естественные науки — в Страсбургском университете, с 31 октября 1888 года.
С сентября 1889 года Рац работал практикующим учителем в основной школе-практикуме Будапештского университета. 28 ноября 1890 года он получил степень доктора в области математики и физики. С 1890 года он являлся профессором математики в известной немецкоязычной лютеранской средней школе в Будапеште (см. Гимназия Фашори). Первоначально, с 1890 по 1892 год, он был нанят в качестве заместителя учителя; затем он стал полноценным учителем (1892—1925).
С 1909 по 1914 год Рац состоял в должности директора гимназии Фашори. В 1912—1921 годах среди его учеников были известные математики, медики и химики: в том числе, физик Юджин Вигнер (Jenő Wigner) и математик Джон фон Нейман. Считается, что оба они получили большую пользу от занятий с Ласло Ратцем. 30 сентября 1930 года Рац скончался в санатории «Грюнвальд» — в доме престарелых в Будапеште.

## Память
На стене Будапештской лютеранской гимназии имеется мраморная табличка: на этой мемориальной доске, кроме имён известных учеников данной школы, также указаны имена четырех учителей — Эдона Хиттрича, Шандора Миколы, Ласло Раца и Яноша Реннера.
Математическое общество Яноша Бойяя ежегодно организовывает Конгресс Ласло Раца для учителей математики средних школ и выпускает монету его имени (с 2000 года).

## Учебная программа по математике и журнал
Рац участвовал в создании учебной программы по математике, принятой в 1924 году. Будучи активным педагогом, он был также являлся учителем-председателем «Ассоциации песни и музыки». После выхода на пенсию он стал исполнительным президентом Ассоциации бывших студентов школы. В период с 1894 по 1914 год Рац являлся главным редактором известного венгерского журнала для старшеклассников Középiskolai Matematikai és Fizikai Lapok (KöMaL).
Комитет по реформе математического образования, сосланный в 1905 году на Генеральной Ассамблее природоохранных органов Германии, проходившем в Меране, утверждал, что науки также представляют и культурную ценность — а не только «практические выгоды»: поэтому, с точки зрения среднего образования, их следует считать равными лингвистике. Иначе говоря, целью реформы было признание культурных и гуманистических ценностей научного образования — помимо осязаемых прагматических. В Венгрии реформа, основанная на этих принципах, проводилась профессором Мано Беке. Он, вместе с Густавом Радошем и Ласло Рацем, представлял страну в комитете по международным реформам с 1909 года. Рац участвовал в конгрессах, организованных в Кембридже и Париже; в 1910 году он стал французским «офицером Академии». Венгерский комитет выполнил задачи конгресса наиболее продуктивно среди всех европейских комитетов. Ласло Рац и Шандор Микола разработали эффективные методы преподавания математики и создали соответствующую учебную программу. Учителя стремились чётко донести до учеников заранее сформулированные концепции, но — что более важно — обучение математике должно было быть тесно связано с непосредственным опытом и практикой, подчеркивая теоретические (умственные) расчеты и оценки. Это позволяло студентам приобретать «подсознательное знание реальности», основанное на опыте и умение работать с количественными соотношениями.